# 賀川豊彦
賀川 豊彦（かがわ とよひこ、旧字体：豐彥、1888年〈明治21年〉7月10日 - 1960年（昭和35年）4月23日）は、大正・昭和期のキリスト教社会運動家・社会改良家。戦前日本の労働運動、農民運動、無産政党運動、生活協同組合運動、協同組合保険（共済）運動において、重要な役割を担った人物。日本農民組合創設者。「イエス団」創始者。キリスト教における博愛の精神を実践した「貧民街の聖者」として日本以上に世界的な知名度が高く、戦前は現代の「三大聖人」として「カガワ、ガンジー、シュヴァイツァー」と称された。
茅ヶ崎の平和学園、リズムの創始者である。墓は東京都の多磨霊園にある。
妻の賀川ハルも社会運動家。息子の賀川純基は教会音楽家で東京の賀川豊彦記念松沢資料館の初代館長。孫の賀川督明はグラフィックデザイナーで神戸の賀川記念館初代館長。

## 生涯

### 生い立ち
兵庫県神戸市に、回漕業者・賀川純一と徳島で芸妓をしていた菅生かめの子として生まれる。生家は破産寸前の北風家の南近所にあった。4歳の時に相次いで父母と死別して、姉と共に徳島の本家に引き取られる。徳島では血のつながらない父の本妻と祖母に育てられるが、「妾の子」と周囲から陰口を言われるなど孤独な幼年時代を過ごした。兄の放蕩により15歳の時に賀川家は破産してしまい、叔父の森六兵衛の家に移る。
旧制徳島中学校（現在の徳島県立城南高等学校）に通っていた1904年（明治37年）、日本基督教会徳島教会にて南長老ミッションの宣教師H・W・マヤスより受洗。この頃安部磯雄・木下尚江の著作を読み、キリスト教社会主義に共感を覚える。また『戦争と平和』に代表されるトルストイの反戦思想にも影響を受け、軍事教練サボタージュ事件を起こす。
その後伝道者を志し、1905年（明治38年）に明治学院神学部予科に入学。在学中に『徳島毎日新聞』に「世界平和論」を投稿し掲載される。予科修了後の1907年（明治40年）、新設の神戸神学校（のちの中央神学校）に転校する。

### 社会事業家として
結核に苦しみ、また信仰への懐疑に煩悶（はんもん）しながら、やがて「貧民問題を通じて、イエスの精神を発揮してみたい」と一念発起し、1909年（明治42年）神戸市新川のスラムに住み込み、路傍伝道を開始する。12月24日、神戸新川の貧民窟に転居し、救霊団（のちの神戸イエス団）の事業を始めた。1911年（明治44年）に神戸神学校を卒業、1912年（大正元年）には一膳飯屋「天国屋」を開業した。

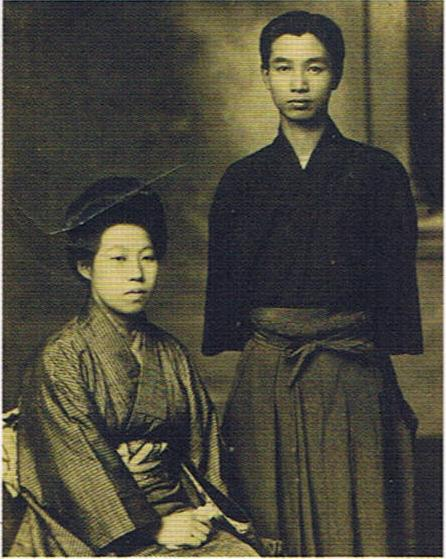
賀川豊彦と妻ハル

芝ハルとスラムで出会い、1913年（大正2年）に神戸の教会で簡素な結婚式を挙げた。ハルは印刷工場に勤務していた父の転勤に伴い、家族とともに横須賀から神戸に転居、父が勤務する印刷工場の女工となった。賀川はスラムの隣人を招いて披露宴を行い、普段はきつねうどん以上のご馳走を口にしない彼が寿司の折詰を配って妻ハルを紹介して言った。「私はみなさんの女中をお嫁にもらいました。あなた方の家がお産や病気で手が足らなくて困った時には、いつでも頼みに来てください。喜んで参ります」。
ハルは結婚後、賀川とともにスラムで貧民の救済活動に献身、不衛生なスラムの環境によりトラコーマに感染し右目を失明するも、救貧活動を続けた。なお、賀川も両眼ともトラコーマに冒され、何度も失明の危機を経験している。

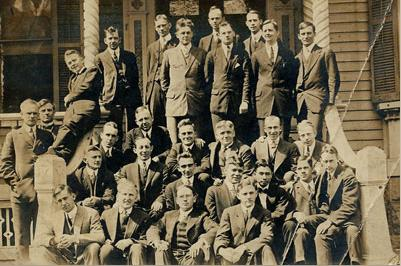
プリンストン神学校

1914年（大正3年）に渡米し、アメリカの社会事業、労働運動を垣間見つつプリンストン大学・プリンストン神学校に学び、1915年（大正4年）にスラムでの経験をふまえて渡米前に執筆した『貧民心理之研究』が出版される。同書は、貧民を外から観察するのではなく、貧民の中にあって観察・分析した「日本の貧民研究史上不朽のもの」との評価もあるが、文中に被差別部落の人々への誤った差別的見解や表現があり、のちに部落解放運動関係者から批判されている。 
1917年（大正6年）に帰国すると、神戸のスラムに戻り無料巡回診療を始めた。また、米国留学中の体験から貧困問題を解決する手段として労働組合運動を重要視した賀川は、鈴木文治率いる友愛会に接触し、1919年（大正8年）に友愛会関西労働同盟会を結成、理事長となった。また同年には日本基督教会で牧師の資格を得た。
1920年（大正9年）に自伝的小説『死線を越えて』を出版、わずか1年で100万部超という一大ベストセラーとなった。賀川は印税の一部を基金にして、大阪市の安治川教会に大阪労働学校を開設した。その後もベストセラー作家として、『一粒の麦』『空中征服』『乳と蜜の流るゝ郷』など、数々の小説を発表する。これらの原稿料や莫大な印税はほとんど関与した社会運動のために投じられた。また同年、労働者の生活安定を目的として神戸購買組合を設立、生活協同組合運動にも取り組んだ。同組合はのち灘神戸生協を経て、日本最大の生協となったコープこうべへ発展した。また武藤富男らと共に、キリスト教系新聞『キリスト新聞』（発行元：キリスト新聞社）を立ち上げた。

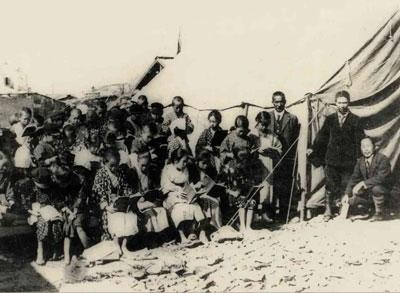
関東大震災、1923年（大正12年）

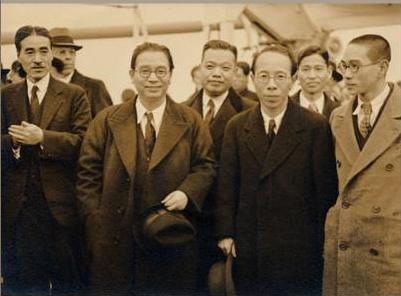
太平洋戦争終結の10年前、1935年（昭和10年）渡米

1921年（大正10年）、神戸の三菱造船所（現・三菱重工業神戸造船所）・川崎造船所（現・川崎造船神戸工場）における大争議を指導し、労働者による工場自主管理や約3万5千人を組織した大規模デモなどを指導するが、示威行動中の労働者と警官隊との衝突により、賀川をはじめ百数十人の組合幹部が一斉に逮捕され、戦前最大の労働争議は労働組合側の敗北に終わった。これを契機に「無抵抗、非暴力」を唱える賀川は、「直接行動」を主張する急進派（左派）から激しい批判を浴びた。やがて、関西の労働運動において急進的なサンディカリストの勢力が増し、賀川は農民運動に活動の場を移すことになる。また、関東大震災の被災者救済をきっかけに本所基督教産業青年会を発足、貧民診療所などを経営した。
1922年（大正11年）、協力者の杉山元治郎とともに日本農民組合を設立し、本格的に農民運動に取り組んだ。組合は急速に発展し、3年後の1925年（大正14年）末には組合員数は7万人を超えた。この間、1923年（大正12年）に関東大震災が起きると、直ちに現地に駆けつけ、罹災者救済活動を行う。この活動は、宗教、医療、保育等、広範囲にわたるセツルメント事業として展開され、江東消費組合や中ノ郷質庫信用組合（現・中ノ郷信用組合）も設立した。また無産政党運動にも積極的に関与し、1926年（大正15年）の労働農民党結成に当たっては執行委員に就任するが、同年末の左右分裂に際して党を脱退した。
1926年（大正15年）には廃娼運動にも参画。同年10月1日に日本青年会館で行われた廃娼全国同志大会でストライキやボイコットをもって娼妓に自覚を促すよう演説を行った。
1920年代後半以降は、社会運動から宗教活動へと比重を移していった。1925年（大正14年）に同志社大学で講義を行い中島重に影響を与え友誼を結ぶ。1929年（昭和4年）、日本基督教連盟の特別協議会は賀川の主導により「神の国運動」を議決、賀川は「百万人の救霊」を目標として、1932年（昭和7年）まで福音伝道のため全国を巡回した。また米国・中国・欧州等世界各国で講演活動を行う。
1938年（昭和13年）4月、賀川は厚生省社会局が主催する庶民経済保護座談会に参加。国民服や栄養食配給所設置運動構想の策定に参画した。同年5月、満洲を視察する旅行に出かけた。南満洲鉄道がほぼ丸がかえで汽車と飛行機と自動車を乗り継ぐ4週間の旅で全満洲の主だった都市をめぐり、満鉄総裁の松岡洋右や共和会中央本部総務部長甘粕正彦とも会談した。帰国後、賀川は満洲基督教開拓村を日本基督教連盟に提案し、満洲の長嶺子と太平泰に2つの基督教開拓村をつくった。1940年8月25日、渋谷憲兵隊に反戦的平和論で拘引される。1941年（昭和16年）4月、リバーサイド日米キリスト者会議でアメリカ合衆国のキリスト教会に「アメリカ教会への感謝状」を送る。1943年5月27日、神戸で憲兵隊に留置取調をうける。
第二次世界大戦に関しては「国際戦争反対者同盟」に属したが、1943年（昭和18年）11月3日の憲兵隊による取調べを境に同同盟を脱退、「国際友和会日本支部」を自ら解散している。賀川は、徳島中学時代に軍事教練拒否で鉄拳制裁を受けるなど、生来の平和主義者であり、その平和思想を危険視する憲兵隊に逮捕されるなど弾圧を受けるが、太平洋戦争（大東亜戦争）後期においては（一説には太平洋戦争当初から）、多くの宗教家と同じく戦争に協力的な姿勢であった。これは、賀川が設立した協同組合等社会事業とその関係者や、彼を慕う多くの弟子・支持者を軍部の弾圧から守るため「取引」をしたものともいわれる。1944年10月20日、宗教使節として中国に赴く。敗戦により中止となったが、1945年（昭和20年）8月16日には賀川も奨励者として名を連ねる「戦意昂揚音楽礼拝」が「日本基督教団戦時活動委員会」の主催により予定されていた。
その後、太平洋戦争敗戦による強制接収にて中国から帰国していた清水安三・郁子夫妻と偶然知り合い、1946年に学校法人桜美林学園の創立のため、町田市内の米軍工場跡を安三に提供した。安三と共に桜美林学園創始期の運営に携わり、初代理事長に就任したが、後に方針の違いから安三と袂を分かつ形で桜美林学園を去っている。

### 政治家として
戦後は、1945年（昭和20年）10月1日に芦田均、安部磯雄、有沢広巳、馬場恒吾らと自由懇話会を結成して政治活動を開始。東久邇宮内閣参与や貴族院勅選議員（1946年3月12日就任、登院は一度もなかった。1947年5月2日まで在任）を務め、日本社会党の結成にも参画した。民間人として初めてマッカーサーに会った人物であるとされている。終戦直後の目立った活動としては「一億総懺悔運動」への協力が挙げられる。マーク・ゲイン著『ニッポン日記』によると、東久邇宮稔彦王の後任首相として有力であったらしいが、戦時中の翼賛的な活動が原因で実現しなかったとのことである。同書には、一般に知られる賀川の人物像とかなり食い違う姿が記されており、またそこで書かれている様な賀川への批判が連合国軍総司令部 （GHQ） により封じられていたともある。幣原内閣解散後の吉田内閣組閣の難航に伴い、総理大臣候補として名が挙がったこともあるという。晩年は世界連邦運動に取り組み、1947年（昭和22年）と翌1948年（昭和23年）にはノーベル文学賞の候補となり（1947(昭和22)年は候補48人中、1948(昭和23)年は候補45人中）、
1954年（昭和29年）1955年（同30年）1956年（同31年）および1960年（同35年）の4回にわたりノーベル平和賞候補者として推薦された。
大宅壮一によると、賀川はクリスチャンかつ労働運動・社会運動の指導者的立場ながら、昭和天皇・皇室の熱烈な支持者でもあり、日本社会における天皇（天皇制）の存在意義を積極的に認めていたという。日本社会党結党の際には、中間派の浅沼稲次郎らと共に中心メンバーとなり、結党大会で「天皇陛下万歳」三唱の音頭を取ったことで、社会党左派との内部対立を引き起こした。

### エピソード
- 大宅壮一は、賀川の追悼文のなかで「大衆の生活に即した新しい政治運動、社会運動、組合運動、農民運動、協同組合運動など、およそ運動と名のつくものの大部分は、賀川豊彦に源を発していると云っても、決して云いすぎではない。近代日本を代表する人物として、自信と誇りをもって世界に推挙しうる者を一人あげようと云うことになれば、私は少しもためらうことなく、賀川豊彦の名をあげるであろう。かつての日本に出たことはないし、今後も再生産不可能と思われる人物――、それは賀川豊彦先生である。」と記している[23]。
- 自身が結成した日本MTLを率いてハンセン病患者への宣教と慰問を中心に活動していた。しかし、賀川は当時学説の主流だった優生学に傾倒しておりハンセン病患者の淘汰を目的とした無癩県運動へと活動の重点を移していった[24]。
- 賀川は『女性賛美と母性崇拝』（豊文書院、1937年）を著すなど、早くから女性の地位向上を説いていたが、売買春等には宗教家としての倫理観から厳しい見方もしている。連合国軍占領下の日本において米兵による婦女子の強姦事件が多発していた頃、『婦人公論』1947年8月号で「闇の女に堕ちる女性は、多くの欠陥を持っている」とし、パンパンについては「わざと悪に接近」するような悪魔的なところがあり、「一種の変成社会における精神分裂病患者である」と指摘した[25]。
- ワシントン大聖堂には、賀川豊彦の彫像が、マーティン・ルーサー・キング・ジュニアら等と共に、独立した形で掲げられている。（なお同大聖堂には、他に日本人として新島襄の彫像が、集合の彫像の一部として掲げられている[26]
- 1945年（昭和20年）11月1日に戦後初の雑誌『新生』に寄稿。この際の原稿料は1枚100円、食糧難の時期らしくコメや肉付きという待遇であった[27]。
- 1947年と1948年には、ノーベル文学賞の候補に選ばれたことがある[28]。

## 著書
- 『貧民心理の研究』（警醒社書店、1915年）
- 『死線を越えて』（改造社、1920年）
- 『地殻を破って』（福永書店、1920年）
- 『主観経済の原理』（福永書店、1920年）
- 『生存競争の哲学』（改造社、1922年）
- 『空中征服』（改造社、1922年）
- 『一粒の麦』（大日本雄辯會講談社、1931年）
- 『brotherhood Economics』(London,NewYork,1936)
- 『人格社会主義の本質』（清流社、1949年）
- 『賀川豊彦全集』（キリスト新聞社、1962年～1964年）

## 記念館
賀川の業績等を顕彰する記念館は日本国内に5館ある。そのほか、神戸文学館にも賀川豊彦に関する展示がある。
- 賀川記念館 - 神戸市中央区（旧葺合区の方）吾妻通に、神戸イエス団教会（日本基督教団）と友愛幼児園（かつて日本軍が幼稚園への改称を迫るも、賀川はあくまでもこの名称にこだわったという逸話が残る）との併設。2009年12月、改築竣工。近くの生田川公園内には、生誕100年記念のモニュメントがある。
- コープこうべ協同学苑史料館（兵庫県三木市）
- 賀川豊彦記念・松沢資料館 - 東京都世田谷区
- 本所賀川記念館 - 東京都墨田区
- 鳴門市賀川豊彦記念館 - 徳島県鳴門市

## 記念事業
2009年（平成21年）、関連団体が実行委員会を組織し、「賀川豊彦献身100年記念事業」が行われている。

## 関連団体
- 学校法人平和学園 - 賀川豊彦が設立した神奈川県茅ヶ崎市のキリスト教主義学校。
- 学校法人桜美林学園 - 賀川豊彦が設立に関与した東京都町田市のキリスト教主義学校。
- 雲柱社（うんちゅうしゃ） - 賀川豊彦が設立した東京都世田谷区の社会福祉法人[29]。「雲柱社」の名称は『出エジプト記』の「（神は）雲の柱をもって彼らを導き」の一節に由来する[30]。
- NPO法人賀川豊彦記念・鳴門友愛会
- 福音館書店 - 賀川の伝道を手伝っていた佐藤喜一がカナダ人宣教師の設立した書店を引き継いだ会社。
- 中ノ郷信用組合 - 創業者、第2代組合長を務めた[31]。